# Zortuaz de Vananda
Zortuaz (em armênio: Զորթուազ; romaniz.: Zort’uaz) foi um nobre armênio (nacarar) do século IV da dinastia local de Vananda, ativo no correinado de Ársaces III (r. 378–387) e Cosroes IV (r. 385–389).

## Nome
A origem do nome Zortuaz (Զորթուազ, Zort’uaz) é desconhecida.

## Vida
A parentela de Zortuaz é desconhecida, mas se sabe que pertencia à dinastia local de Vananda. Segundo Fausto, o Bizantino, serviu como bispo em seu distrito e era conhecido como um homem santo e virtuoso. Conduzia e agia de maneira cristã e dava liderança espiritual ao seu povo de acordo com a vontade de Deus.